# H-7 (1981)
H-7 – polski holownik z okresu zimnej wojny, jedna z czterech jednostek projektu H-900/II. Okręt został zbudowany w Stoczni Remontowej Nauta w Gdyni i wszedł w skład Marynarki Wojennej 19 października 1981 roku. Intensywnie eksploatowana jednostka służyła początkowo w 45. Dywizjonie Pomocniczych Jednostek Pływających w Gdyni w ramach 3. Flotylli Okrętów, a po jego likwidacji w 1996 roku została przyporządkowana do Komendy Portu Wojennego Gdynia. Okręt nadal służy w polskiej flocie (stan na 2023 rok).

## Projekt i budowa
Jednostki projektu H-900/II powstały w Stoczni Remontowej Nauta jako rozwinięcie wcześniejszego projektu H-800/IV. Konstruktorami holowników tego typu byli inż. Jan Arabas i Jerzy Matryba, a główną zmianą w stosunku do poprzedników była instalacja silnika o większej mocy i wzmocnienie części dziobowej, pozwalające na operowanie w pokruszonym lodzie. Z założenia jednostki przeznaczone były do holowania okrętów MW, udziału w akcjach ratowniczo-gaśniczych oraz holowania tarcz artyleryjskich. Na początku lat 80. stocznia Nauta zbudowała też nieznacznie różniącą się serię cywilnych holowników, określanych jako H-900/I.
H-7 został zamówiony i zbudowany w Stoczni Remontowej Nauta w Gdyni. Stępkę okrętu położono w 1980 roku, a zwodowany został w 1980 lub w 1981 roku.

## Dane taktyczno-techniczne
Okręt jest holownikiem portowo-redowym o długości całkowitej 25,5 metra (23 metry między pionami), szerokości 6,8 metra i zanurzeniu maksymalnym 3,35 metra (na rufie). Wysokość boczna wynosi 3,55 metra. Wyporność standardowa wynosi 185 ton, a pełna 218 ton. Siłownię jednostki stanowi silnik wysokoprężny Cegielski-Sulzer 6AL25/30 o mocy 688 kW (935 KM) przy 750 obr./min, napędzający poprzez przekładnię redukcyjną (redukującą obroty układu napędowego do 375 obr./min) i linię wałów pojedynczą trójłopatową śrubę nastawną Zamech-Liaaen 3CP56 ACG50 umieszczoną w dyszy Korta, mogącą obracać się w zakresie 35° na obie burty. Prędkość maksymalna okrętu wynosi 11,5 węzła, a zasięg wynosi 1500 Mm przy prędkości 9 węzłów. Holownik zabiera na pokład 21,35 tony paliwa. Uciąg na palu ma wartość 12 Ton. Energię elektryczną zapewniają dwa zespoły prądotwórcze ZE400/E o mocy 52 kVA każdy i napięciu 3 x 400/231V/50Hz (składające się z prądnicy prądu przemiennego i silnika Leyland SW400/E o mocy 55 kW przy 1500 obr./min).
Wykonany ze stali St 41 kadłub jednostki podzielony jest na pięć przedziałów wodoszczelnych: I - skrajnik dziobowy ze skrzynią łańcuchową; II - pomieszczenia załogi (jedno dwunastoosobowe pomieszczenie mieszkalne i dwa dwuosobowe pomieszczenia mieszkalne; III - siłownia (silnik główny, agregaty prądotwórcze i pompy pożarowe), IV - magazyn oraz V - skrajnik rufowy z maszyną sterową. W umieszczonej na pokładzie wykonanej ze stopów aluminium (PA 11N i PA 20N) nadbudówce znajdują się: pomieszczenie dowódcy, kuchnia i jadalnia, blok sanitarny, magazyn prowiantu oraz szyb maszynowy (na dolnej kondygnacji). Na pokładzie nawigacyjnym nadbudówki znajduje się główne stanowisko dowodzenia. Na szczycie (pokładzie namiarowym) znajduje się maszt oraz działko wodno-pianowe DWP-16, a za tylną ścianą nadbudówki na pokładzie głównym umieszczony jest główny hak holowniczy Kronos o uciągu 15 Ton z amortyzatorem sprężynowym i hydraulicznym oraz hak pomocniczy o takim samym uciągu. Sprzęt ratowniczy stanowią dwie pompy przeciwpożarowo-ratownicze 63WPs-254A/Z o wydajności 63 m³/h i wysokości podnoszenia słupa wody wynoszącej 60 metrów, zasilające działko wodno-pianowe. Jednostka wyposażona jest w radar nawigacyjny SRN-206. Wyposażenie uzupełniało sześć pachołków cumowniczych i dwa holownicze. Autonomiczność okrętu wynosi 14 dób.
Załoga holownika składa się z 17 osób. Okręt ma możliwość krótkotrwałego przyjęcia na pokład grodziowy 50 osób.

## Służba
H-7 został przyjęty w skład Marynarki Wojennej 19 października 1981 roku. Holownik został wcielony do 45. Dywizjonu Pomocniczych Jednostek Pływających 3. Flotylli Okrętów w Gdyni. W czerwcu 1975 roku okręt uczestniczył w ćwiczeniach o kryptonimie Posejdon-75. W dniach 4–26 maja 1983 roku H-7 wziął udział w wielkich ćwiczeniach sił Marynarki Wojennej o kryptonimie Reda-83. Po likwidacji dywizjonu 1 lipca 1996 roku holownik został przyporządkowany Komendzie Portu Wojennego Gdynia . Od 16 do 20 marca 2009 roku holownik wraz z bliźniaczym H-5 wziął udział w ćwiczeniach 3. Flotylli Okrętów. Od 27 września do 6 października 2010 roku holownik wraz z bliźniaczym H-4 wziął udział w wieloszczeblowych ćwiczeniach o kryptonimie „Anakonda 2010”, mających na celu sprawdzenie gotowości Sił Zbrojnych RP do obrony kraju przed atakiem wroga. W dniach 1-5 października 2018 roku H-7 wziął udział w ćwiczeniach MW zgrywających działania 3. Flotylli Okrętów, 8. Flotylli Obrony Wybrzeża i Brygada Lotnictwa o kryptonimie „OSTROBOK-18” .
Holownik nadal służy w polskiej flocie, wchodząc w skład Grupy Jednostek Pływających Dywizjonu Okrętów Wsparcia 3. Flotylli Okrętów (stan na 2019 rok).